# Émilie Dequenne
Émilie Dequenne (29 tháng 8 năm 1981 – 16 tháng 3 năm 2025) là một cố diễn viên người Bỉ. Cô đã đoạt giải Cannes cho nữ diễn viên xuất sắc nhất vào năm 1999 cho vai diễn trong phim Rosetta. Sau đó, cô nổi tiếng trên toàn thế giới trong vai diễn ở phim Brotherhood of the Wolf.

## Danh mục phim
- 1999: Rosetta của Jean-Pierre và Luc Dardenne, Giải cho nữ diễn viên xuất sắc nhất (Liên hoan phim Cannes).
- 2001: Le Pacte des loups của Christophe Gans
- 2001: Oui, mais... của Yves Lavandier
- 2002: Une femme de ménage của Claude Berri
- 2003: Mariées mais pas trop của Catherine Corsini
- 2004: L'Américain của Patrick Timsit
- 2004: L'Équipier của Philippe Lioret
- 2004: Le Pont du roi Saint-Louis (The Bridge of San Luis Rey) của Mary McGuckian
- 2005: Avant qu'il ne soit trop tard của Laurent Dussaux
- 2005: Les États-Unis d'Albert của André Forcier
- 2005: La Ravisseuse của Antoine Santana
- 2006: Le Grand Meaulnes của Jean-Daniel Verhaeghe
- 2006: La Vie d'artiste của Marc Fitoussi
- 2007: Écoute le temps của Alanté Kavaité
- 2009: J'ai oublié de te dire của Laurent Vinas-Raymond
- 2009: La fille du RER của André Téchiné

## Truyền hình
- 2002: Jean Moulin của Yves Boisset
- 2004: Kaamelott, tập nữ phi công Le chevalier femme: Édern de Carmélide
- 2007: Miroir, mon beau miroir đài France 2
- 2008: Charlotte Corday, của Henry Helman
- 2008: Rien dans les poches của Marion Vernoux

## Kịch
- 2003: Lysistrata của Aristophane do Natacha Gerritsen đạo diễn (với Philippe Torreton, Rona Hartner, Diane Dassigny)
- 2006: Mademoiselle Julie của August Strindberg do Didier Long đạo diễn: Mademoiselle Julie

## Giải thưởng
- 1999: Giải cho nữ diễn viên xuất sắc nhất (Liên hoan phim Cannes) cho vai diễn trong phim Rosetta. Phim này đoạt Giải Cành cọ vàng